# Osvaldo Farrés
Osvaldo Farrés, alla nascita Osvaldo Farré, (Quemado de Güines, 13 gennaio 1902 – North Bergen, 22 dicembre 1985), è stato un compositore cubano. È famoso per le sue oltre 300 canzoni composte, in particolare boleri, che gli hanno dato fama internazionale, essendo uno degli artisti cubani più eseguiti al di fuori dell'isola.

## Biografia[1]

### Gioventù
Osvaldo nacque nel 1902 nella piccola città cubana di Quemado de Güines, nell'ex provincia di Las Villas, ora Villa Clara. Suo padre Fernando era originario di Ceja de Pablo (Corralillo) e sua madre Caridad di Santa Isabel de las Lajas nella provincia di Cienfuegos. La sua insegnante Francisca Díaz, vedendo le sue attitudini, gli disse che la sua città era troppo piccola per lui, che avrebbe dovuto recarsi nella capitale.
A 25 anni si trasferì a L'Avana, dove studiò disegno, facendo diversi lavori, come vetrinista, montatore di molle nei materassi, pittore paesaggista, corriere in bicicletta o impiegato di banca fino a quando si stabilizzò come illustratore per un'azienda pubblicitaria. In questa impresa era responsabile della pubblicità della birra Polar e del sapone La Llave. Realizzò anche, tra gli altri incarichi, la progettazione di alcune delle carrozze del carnevale dell'Avana. Qui rimase a lungo finché iniziò a realizzare le sue prime composizioni quasi senza intenzione, secondo le sue stesse parole:
Il suo primo successo fu una guajira-son realizzata nel 1937 e intitolata Mis Cinco Hijos (Pedro, Pablo, Chucho, Jacinto, José) e che fu eseguita da Miguelito Valdés e l'Orchestra del Casino de la Playa. Si dice che questo pezzo sia nato quando si trovava negli studi della radio CMQ dell'Avana per preparare una pubblicità per la birra Polar in compagnia di cinque ragazze, un annunciatore disse "... c'è Osvaldo Farrés con le sue cinque figlie!". Come conseguenza di questo scherzo, si impegnò a scrivere una canzone con quel titolo, dove alla fine trasformò le figlie in figli.
Tre anni dopo era possibile vedere questa canzone in un cortometraggio musicale con lo stesso nome prodotto da Cerveza Polar, diretto da Ernesto Caparrós, interpretato dal cantante José Fernandez "Valencia" e con arrangiamenti del maestro Gilberto Valdés.
La fama internazionale venne intorno al 1940 quando la cantante messicana Toña la Negra rese popolare il suo bolero Acércate Más. Il baritono colombiano Carlos Ramírez decise di inserire la canzone nella sua interpretazione del film musicale della Metro Goldwin Mayer Easy to Wed, con Esther Williams e Lucille Ball, con testi tradotti in inglese con il titolo Come Closer to Me.

### Maturità
Fu un compositore prolifico e il decennio degli anni 1940 vide aumentare la sua popolarità e la sua produzione musicale. Nel 1943 creò uno dei suoi migliori boleri, Toda una vida ed Estás Equivocada. Quello stesso anno divenne compositore esclusivo della catena di Radio CMQ, dove realizzò il programma di pubblicità La Hora Polar e poi il successo Bar Melódico de Osvaldo Farrés che veniva distribuito dalla fine degli anni quaranta e il decennio successivo diventerà un programma per la televisione condotto su CMBF TV e successivamente su CMQ Television in prima serata, alle 9 del mercoledì.
Nel programma intervistava gli artisti e raccontava aneddoti con grande disinvoltura creando così un nuovo format che sarebbe poi stato copiato in altri Paesi. Dal Bar Melódico passarono i migliori artisti cubani e molti stranieri che visitarono l'Isola, tra cui Joséphine Baker, Sara Montiel, Nat King Cole e Maurice Chevalier. Il programma è rimasto per 13 anni tra i primi posti come ascolti del pubblico. Inoltre alla vigilia di Natale presentava lo spettacolo La Cena de las Estrellas, con le esibizioni di artisti importanti e ogni mese La Sala de Conciertos, dedicato alla musica lirica.
In un sondaggio di un'associazione di giornalisti cubani condotta tra il 1943 e il 1944 è considerato il compositore più rinomato di Cuba. Anche in questo momento continua il suo lavoro come pubblicista.
Negli anni seguenti compose i boleri No me Vayas a Engañar (1945), i famosi Quizás, Quizás, Quizás (1946) e No, No e No (1947). Nel 1944 esordì il bolero Para que Sufras e compose la musica del film cubano Hitler Soy Yo, diretto da Manuel Alonso.
Conobbe sua moglie Fina del Peso quando lavorava come pubblicista per la Cerveza Polar, poco dopo aver composto Cinco Hermanos. Fina accompagnava sua sorella, l'attrice Asunción del Peso alla stazione CMQ. Osvaldo le disse: "Quelle gambe sono tue o ti sono state prestate da un angelo?" La relazione non era facile, lei era quasi una ragazzina e lui aveva quasi 30 anni più di lei e divorziato da un precedente matrimonio, nonostante fosse un cattolico devoto. La famiglia di lei cercò di impedire la relazione mandandola a vivere con sua zia fuori dall'Avana. Le fece dire che doveva ascoltare il suo programma alla CMQ La Hora Polar. In questo suonò il bolero Toda una vida cantato da Pedro Vargas "El Tenor de las Américas" ("Il tenore delle Americhe"), che aveva composto per lei. Fina disse di questo momento che "... sapevo che già amavo quell'uomo che aveva 30 anni più di me e per sempre". In seguito divenne la coordinatrice di The Melodic Bar, esibendosi occasionalmente davanti alle telecamere.
Dopo la morte dell'artista Rita Montaner nel 1958, Farré le organizzò un grande tributo.

### Esilio
Farrés era un amico di Carlos Prío, che fu l'ultimo presidente democratico di Cuba prima del colpo di Stato di Fulgencio Batista. Prio gli chiese una canzone per la sua campagna presidenziale e Farres, insieme a Tony Fergo, compose una conga: Ahí viene la aplanadora con Prío adelante y el pueblo atrás. Dopo la vittoria nel 1948, Prio gli ha disse di chiedere ciò che voleva per la sua canzone, al che Farrés rispose: "L'ho scritta all'amico, non al presidente".
Dopo il golpe di Batista e la conseguente rivoluzione e ascesa al potere di Fidel Castro Farres decise di lasciare Cuba: "Dobbiamo andare, questo sarà un disastro", disse a sua moglie. Approfittando di un contratto per scrivere una zarzuela in Spagna, lasciò l'isola nel 1962 e non tornò più. Il regime cubano lo dichiarò un traditore, dopo avergli assegnato in precedenza l'Ordine di Carlos Manuel de Céspedes, l'onorificenza più alta concessa dal governo. La sua casa a L'Avana fu saccheggiata e le sue proprietà bruciarono per la strada.
Farrés si stabilì a West New York, dove visse il resto della sua vita fino alla sua morte nel 1985. Lì creò la propria casa di produzione Osvaldo Farres Music Corporation che amministrava la pubblicazione delle sue canzoni negli Stati Uniti.

## Opere
Secondo il musicologo Cristóbal Díaz Ayala, Farrés "canta l'amore e le donne in forma diretta e spontanea che non è la stessa cosa che semplice".
Farrés non suonava nessuno strumento musicale e gli mancava una formazione musicale formale, essendo incapace di leggere o scrivere musica. Quando componeva, i testi e la melodia arrivavano a lui nello stesso momento. Quando aveva la canzone, la memorizzava, a volte con l'aiuto di sua moglie e la canticchiava su un registratore. Più tardi passava la registrazione a qualcuno con conoscenze musicali per trascriverla, spesso il suo amico Fernando Mulens che aveva lavorato con lui nel suo programma radiofonico.
Alcuni autori cubani hanno persino messo in discussione la paternità delle sue opere, dato che di solito non partecipava agli incontri della Sociedad de Autores né lo si sentiva interpretare le proprie opere.
Farrés è famoso a livello internazionale grazie alle versioni che fecero delle sue canzoni numerosi artisti da tutto il mondo. Forse la più popolare nel Regno Unito era la versione di Quizás, Quizás, Quizás che è stata fatta da Nat King Cole nel 1958 con i testi di Joe Davis, che non si attenevano al testo in spagnolo. Un'altra famosa versione di questa canzone è interpretata da Sara Montiel nel film Bésame.
Oltre a quelli menzionati, altri artisti degni di nota che hanno eseguito il suo lavoro sono: Édith Piaf, Cantinflas (En el mar, nel film Sube y baja), Doris Day (Perhaps), Eydie Gorme, John Serry Sr. (Tres Palabras), Pedro Vargas, Chavela Vargas (Toda una vida e Acaríciame) Charles Aznavour, María Dolores Pradera (Toda una vida e Quizás, quizás, quizás), Luis Miguel, Sandro (Toda una Vida e Quizás, quizás, quizás), Luis Miguel (Tres Palabras), América Crespo, Paco de Lucía, Antonio Machín, Celia Cruz, Lucho Gatica, Elio Pinza, Omara Portuondo, Xavier Cugat, Olga Guillot, Bing Crosby, Julio Iglesias, Wilbert Alonzo Cabrera, Luis Miguel, Buena Vista Social Club e altri centinaia di musicisti e artisti.
La canzone preferita di Farrés era il suo bolero Madrecita, dedicata a sua madre e divenuta un tema molto popolare all'epoca, cantata tradizionalmente anche oggi in occasione della festa della mamma in molti paesi dell'America Latina. Il paradosso è che sua madre non ha mai sentito la canzone perché era sorda quando la compose nel 1954.
Come prova della popolarità della sua musica, è sufficiente indicare che in un pellegrinaggio fatto nella città di Betlemme, l'autista che li accompagnava fece sentire alla radio una versione in ebraico di Quizás. Dopo essersi identificato come l'autore, l'autista in un gesto di rispetto ha fermato la macchina e con un pastore che si trovava in quel luogo improvvisarono un duo della canzone.
Nel 1980 Selezione del Reader's Digest pubblicò un'intervista in cui disse:

## Alcune delle sue canzoni più note
- Caminando, caminando,  bolero
- Ya ves así pienso yo,  bolero
- Toda una vida, bolero
- Tres palabras, bolero
- Todo lo diré cantando, bolero
- Piensa bien lo que me dices, bolero
- No se que voy hacer, bolero
- No, no y no, bolero
- No me vayas a engañar, bolero
- Madrecita, bolero canción
- Estás equivocada, bolero
- Esta noche o nunca, bolero
- Ella es preciosa, bolero canzone
- Dime si te vas conmigo, bolero
- Déjate querer,  bolero canzone
- Chinita chinito, canzone ritmica
- Acércate más,  bolero canzone
- Acaríciame, canzone
- Teresa, Guaracha
- Un caramelo per Margot
- A eso llegarás, bolero
- En el mar,
- Imán, canzone

## Premi e riconoscimenti
- Diploma di riconoscimento degli Stati Uniti durante l'anno del bicentenario.
- Diploma di riconoscimento e medaglia della Società degli autori e compositori di Francia (Société des auteurs, compositeurs et éditeurs de musique, SACEM).
- Premio speciale di riconoscimento da parte di Broadcast Music INC di New York per il successo della sua musica su radio e televisione americane, per le canzoni Acércate mas, Tres palabras, Quizás, quizás, quizás che hanno avuto più di un milione di trasmissioni.
- Targa in bronzo con la sua effigie come riconoscimento da parte della Confederación de Trabajadores Hispanos (CATHA).
- Placca nel sesto Festival della OTI dove hanno riconosciuto il suo lavoro musicale e letterario il 15 settembre 1984.
- Molti trofei di diverse entità patriottiche e artistiche, nonché giornali e riviste cubane.
- Ha ricevuto l'Ordine di Carlos Manuel de Céspedes, la più alta distinzione concessa dalla Repubblica di Cuba e un diploma in pergamena de La Sociedad de Compositores y Artistas Mexicanos.
- Nel 1942 per accordo unanime dei 15 consiglieri che costituivano il consiglio comunale di Quemado de Güines e controfirmato dal sindaco municipale, il dott. Armando Pérez Arriete fu nominato figlio prediletto della città; furono fatte delle fiere i cui proventi erano destinati alla costruzione di un ospedale per la maternità. Farrés ha invitato numerosi artisti tra cui Germán Pinelli, Obdulia Breijo e Rosita Fornés a collaborare con il successo del festival.